# Посёлок дачного хозяйства «Архангельское»
Посёлок дачного хозяйства «Архангельское» — населённый пункт в Московской области России. Входит в городской округ Красногорск. Население — 1263 чел. (2010).

## География
Посёлок расположен юго-востоке округа, на берегу старицы реки Москвы, высота центра над уровнем моря 163 м. 
Ближайшие населённые пункты — примыкающие на востоке деревня Захарково и с севера посёлок Архангельское.
В посёлке числятся 1 улица и гск. 
В посёлке находится частная начальная школа и детский сад «Наследие».

## История
Дачное хозяйство «Архангельское» находится в ведении ФГУП Рублево-Успенский ЛОК Управления делами президента России. Организовано в 1941 году, приказом от 26 февраля 1957 года объединённое с Жуковкой в одно дачное хозяйство.
С 1994 до 2004 года посёлок входил в Воронковский сельский округ Красногорского района, а с 2005 до 2017 года включался в состав Ильинского сельского поселения Красногорского муниципального района. 

## Население
| 2002 | 2006  | 2010  |
| ---- | ----- | ----- |
| 1202 | →1202 | ↗1263 |